# Franc Povše
Franc Povše, též Fran Povše (1. ledna 1845 Kresniške Poljane – 4. ledna 1916 Lublaň), byl rakouský politik slovinské národnosti, na konci 19. a počátku 20. století poslanec Říšské rady.

## Biografie
Chodil na gymnázium v Lublani, vystudoval pak v letech 1864–1867 zemědělskou akademii v Mosonmagyaróváru. Od roku 1869 působil jako odborný učitel na zemědělské škole v Gorici, v níž pak od roku 1871 do roku 1885 působil jako ředitel. Byl aktivní veřejně a politicky. Od roku 1877 zasedal jako poslanec Zemského sněmu Gorice a Gradišky. Opětovně sem byl zvolen roku 1883. V roce 1886 rezignoval na mandát i na post ve školství s poukazem na zdravotní důvody. Téhož roku přesídlil do Lublaně. Od roku 1889 pak byl poslancem Kraňského zemského sněmu. V letech 1889–1908 vedl zemědělský referát zemského výboru. Byl členem Katolické národní strany, později Slovinské lidové strany. V období let 1886–1892 zasedal v obecní radě v Lublani. Podporoval slovinské národní hnutí a obhajoval zájmy venkovského zemědělského lidu. Od roku 1882 redigoval noviny Gospodarski list. Publikoval články na zemědělská témata a zasadil se o vydání první slovinské příručky pro zemědělce. Měl podíl na vzniku ovocnářského družstva v Gorici. Od roku 1886 byl členem ústředního výboru Kraňského zemědělského spolku, od roku 1897 byl místopředsedou této organizace a v letech 1908–1916 předsedou. V roce 1892 a 1906 předsedal slovinskému katolickému sjezdu konanému v Lublani. V roce 1906 získal titul komerčního rady.
Na konci 19. století se zapojil i do celostátní politiky. Ve volbách do Říšské rady roku 1891 získal mandát v Říšské radě (celostátní zákonodárný sbor) za kurii venkovských obcí, obvod Kočevje, Trebnje atd. Za týž obvod uspěl i ve volbách do Říšské rady roku 1897 a volbách do Říšské rady roku 1901. Mandát obhájil i ve volbách do Říšské rady roku 1907, konaných poprvé podle všeobecného a rovného volebního práva, kdy byl zvolen za obvod Kraňsko 8. Byl poslancem Slovinského klubu. Mandát obhájil za týž obvod i ve volbách do Říšské rady roku 1911. Usedl do klubu Chorvatsko-slovinská jednota. V parlamentu setrval do své smrti. K roku 1911 se profesně uvádí jako komerční rada, člen zemského výboru a statkář.
V roce 1911 se o něm uvažovalo jako o ministru zemědělství ve vládě Richarda Bienertha.